# Ana de Constantinopla (santa)
Ana de Constantinopla, também chamada Susana de Constantinopla, era uma aristocrata bizantina, herdeira de grande fortuna.
Apesar de tê-la gasto quase toda ajudando os pobres, atraiu a atenção de diversos pretendentes que ambicionavam sua fortuna. Para evitar ter que se casar com certo Agareno, apoiado pelo imperador bizantino Basílio I, o Macedônio, fugiu para Lêucade, no Epiro, por volta de 869 e viveu lá até a morte como eremita. É possível que tenha sido martirizada, mas as fontes são pouco claras.